# Ponerihouen
Ponerihouen – miasto na Nowej Kaledonii (terytorium zależne Francji). Według danych szacunkowych na rok 2008 liczyło 2772 mieszkańców.